# Noida
Noida (een acroniem van New Okhla Industrial Development Authority) is een census town in het district Gautam Buddha Nagar van de Indiase staat Uttar Pradesh. De stad wordt als een satellietstad van de aangrenzende metropool Delhi beschouwd.
Noida is een geplande stad en werd in de jaren zeventig van de twintigste eeuw aangelegd om de sterke bevolkingsgroei van Delhi op te vangen. De stad werd direct ten zuidoosten van Delhi gebouwd, tussen de rivieren de Yamuna en de Hindon. De stedelijke agglomeratie is daarna nog verder uitgebreid, bijvoorbeeld met de aanleg van Greater Noida, dat ten zuidoosten van Noida verrees en als hoofdstad van het district Gautam Buddha Nagar fungeert. Andere nabijgelegen steden zijn Ghaziabad, Faridabad en Gurgaon.
Noida wordt bediend door de metro van Delhi.

## Demografie
Volgens de Indiase volkstelling van 2011 wonen er 637.272 mensen in Noida. De plaats heeft een alfabetiseringsgraad van 68%.